# Claudia Sessa
Claudia Sessa (1570 - 1617/19) fue una compositora italiana, monja en el convento de Santa María Annunciata en Milán. Fue reconocida como cantante, instrumentista y compositora, además de su virtud monacal. Se conocen dos de sus obras, publicadas en 1613.
La fecha de su muerte no se conoce con seguridad, aunque aconteció entre 1617 y 1619.

## Obra
- Occhi io vissi di voi
- Vatteme pur Lascivia

## Discografía
- Rosa Mistica Cappella Artemisia/Lombardi/Smith, (2000) Tactus